# Mæcenat
Mæcenat er en betegnelse for ydet støtte til en bestemt person, gruppe, organisation eller tilsvarende.
En mæcen støtter kunst og videnskab ved at skænke sin kunstsamling, sit bibliotek o.l. til offentligheden eller ved at bestille nye kunstværker hos kunstnere og arkitekter. Også andre former for privat støtte til udøvende kunstnere og forskere falder ind under mæcenvirksomhed.
Betegnelsen stammer fra romeren Gaius Cilnius Mæcenas, der fik stor indflydelse på den romerske litteratur ved at støtte digtere som Vergil, Properts og Horats.

## Bøger
Et mæcenateksemplar er et udsøgt eksemplar af en bog, som forfatteren sender til sine mæcener og venner. Søren Kierkegaard er kendt for de meget fornemme mæcenateksemplarer trykt på velin, smukt indbundne og dedikeret til guldalderens store personligheder.